# Senza pietà (singolo)
Senza pietà è un singolo della cantante Anna Oxa del 1999, grazie al quale vinse il Festival di Sanremo di quell'anno.
Il brano è stato scritto da Alberto Salerno e Claudio Guidetti e successivamente incluso nell'omonimo album del 1999.
Durante il Festival, il brano è stato diretto da Fio Zanotti.
All'ascolto della base musicale, Alberto Salerno fu ispirato dagli scenari de Il deserto dei Tartari di Dino Buzzati immaginando la storia di un generale di guerra impegnato in una conquista amorosa.
Infatti, nel testo si parla di una Capitale che oramai si intravede, riferimento alla città di appartenenza del protagonista del romanzo Giovanni Drogo, lontana rispetto alla Fortezza Bastiani dove egli viene assegnato come ufficiale.
Il singolo raggiunge la posizione numero 10 della classifica e il podio dei brani più passati alle radio. Ad oggi, è uno dei brani più famosi della Oxa.

## Tracce
1. Senza pietà
2. La stagione dei disinganni

## Classifiche
| Classifica (1999) | Posizione massima |
| ----------------- | ----------------- |
| Italia            | 10                |